# Riketi (Ayaria)
Riketi (en georgiano: რიყეთი) es un pueblo de Georgia ubicado en el este de la República Autónoma de Ayaria, siendo parte del municipio de Julo.

## Geografía
Riketi está en la orilla izquierda del río Ayartiskali. 

## Demografía
La evolución demográfica de Riketi entre 2002 y 2014 fue la siguiente:
| 1014                                            | 617 |
| (Fuente: Population of Georgia in Soviet times) |     |

Según el último censo del año 2014, el pueblo tenía un 99,8% de georgianos.

## Infraestructura

### Transporte
Riketi está en el kilómetro 99 de la carretera Batumi-Ajaltsije.